# Acestridium
Acestridium (Ацестрідіум) — рід риб триби Hypoptopomatini з підродини Hypoptopomatinae родини Лорікарієві ряду сомоподібні. Має 7 видів. Наукова назва походить від слова agkistron, що з латини значить «гак».

## Опис
Загальна довжина представників цього роду коливається від 4,9 до 7 см. Мають певну схожість з сомами роду Farlowella. Тіло гілкоподібне. Голова сильно сплощена з боків та зверху, витягнута, морда закруглена або овальна на кінчику. Очі крихітні. Рот помірно широкий. Тулуб ширше за голову. Усі плавці невеличкі. Спинний плавець має 7-8 м'яких променів, анальний — 4-6. Грудні плавці товсті, їх промені зазубрені. У більшості видів на череві відсутні кісткові пластинки, окрім A. triplax. Жировий плавець відсутній.
Забарвлення зелене або коричневе з різними відтінками.

## Спосіб життя
Це демерсальні риби. Зустрічаються в дрібних лісових струмках не більше 1 завглибшки, з прозорою або трохи коричневою водою й помірною течією. Воліють піщаного дна, без рослинності, яка повинна буди біля берегів. Живляться дрібними бентосними організмами.

## Розповсюдження
Мешкають у басейнах річок Ориноко (притока Ініріда), Ріу-Негру, Мадейра і Тапажос — у межах Колумбії, Венесуели та Бразилії.

## Види
- Acestridium colombiense
- Acestridium dichromum
- Acestridium discus
- Acestridium gymnogaster
- Acestridium martini
- Acestridium scutatum
- Acestridium triplax